# Michael Ziegler (politiker)
 Der er flere personer med dette navn, se Michael Ziegler.
Michael Ziegler (født 27. februar 1968) er en dansk politiker og civilingeniør, der har været borgmester i Høje-Taastrup Kommune siden 2006 og kommunalpolitisk næstformand i Det Konservative Folkeparti siden 2010. Han er derudover medlem af Kommunernes Landsforenings (KL) bestyrelse. Fra 2. marts til 21. april 2024 var han fungerende formand for De Konservative efter Søren Pape Poulsens pludselige død af en hjerneblødning.
Michael Ziegler er student fra Høje-Taastrup Amtsgymnasium i 1986 og blev uddannet civilingeniør fra Danmarks Tekniske Højskole i 1992. Han har bl.a. arbejdet som udviklingsingeniør hos Thrane & Thrane (1992-1996), hos Danica Biomedical og Nokia.
I 1989 blev han valgt til kommunalbestyrelsen i Høje-Taastrup. Han var fra 1994 til 1995 næstformand for Konservativ Ungdom. I 1999 blev han partiets gruppeformand i kommunalbestyrelsen og i 2001 spidskandidat. Fra 2001 var han formand for Teknisk Udvalg, for Trafiksikkerhedsudvalget og for Genbrugsudvalget. I 2005 var han atter spidskandidat og blev efter valget kommunens borgmester.
Ziegler vakte opsigt, da han som nyvalgt borgmester flyttede ind i Taastrupgård-bebyggelsen i en måned for at vise, at områdets rygte som ghetto var overdrevet.
Ziegler har været medlem af bestyrelsen i KL (Kommunernes Landsforening) siden 15. januar 2009.
Han var KL's chefforhandler i forbindelse med overenskomstforhandlingerne med Danmarks Lærerforening i 2013, der førte til lockout af lærere og skabte tomme skoler i hele landet. 
Ziegler blev i 2014 udnævnt til ridder af Dannebrog efter 25 år som byrådsmedlem.